# Muškát (réva)

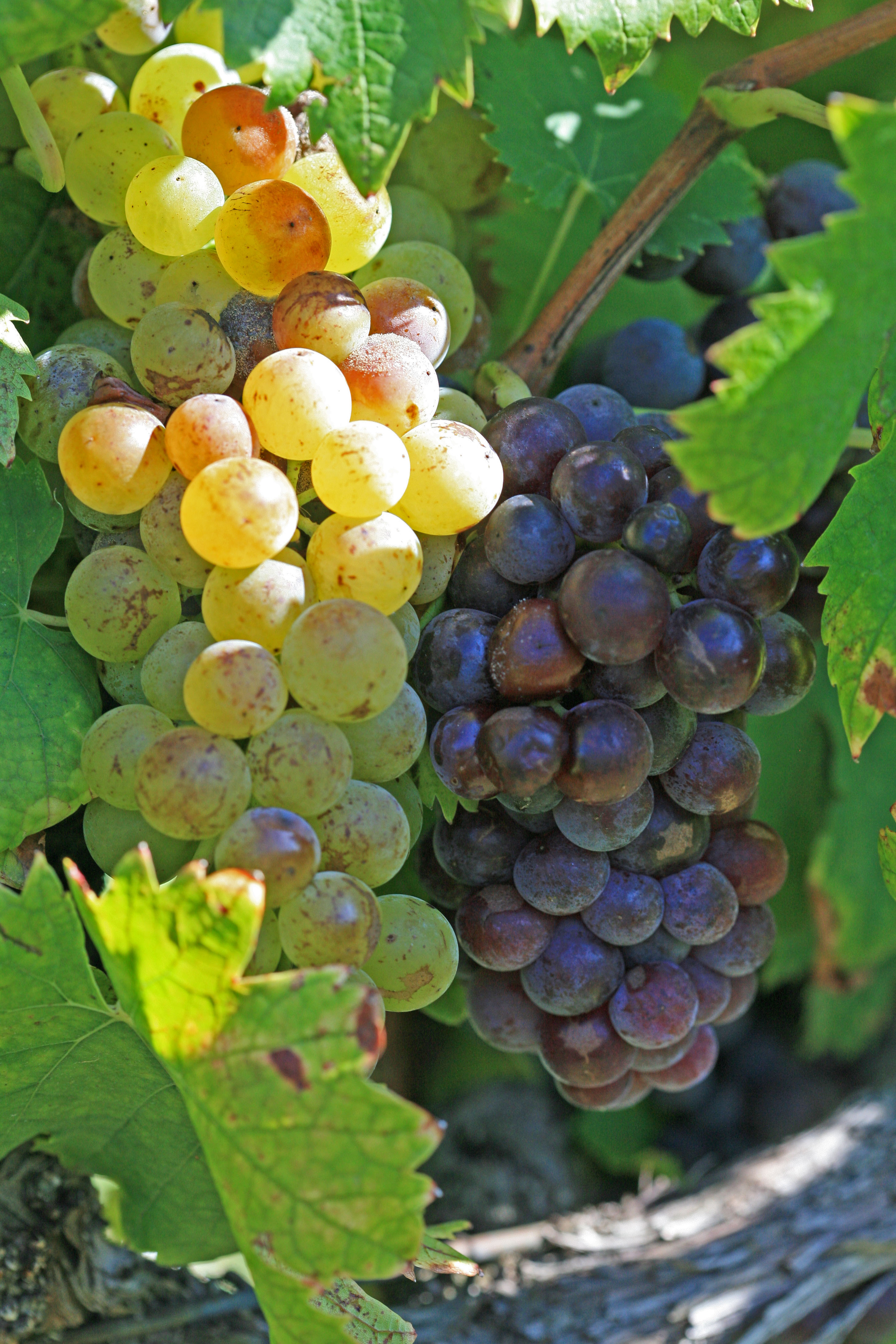
Hrozny dvou různých odrůd muškátu

Muškát je označení starobylé skupiny odrůd révy vinné a vín, která se z těchto odrůd vyrábějí. Patří sem odrůdy s bobulemi různých odstínů, bílé, žluté, šedé, zelené, růžové, červené, hnědé, fialové, modré i černé. Známé jsou například odrůdy Muškát žlutý a Muškát modrý. Réva tohoto typu se prý pěstovala již 3000 let před naším letopočtem v Egyptě a na území dnešního Íránu.
Nejstarší zmínka názvu Muscat pochází z desetiletí 1230–1240. Nachází se v knize Liber de proprietatibus rerum – encyklopedii scholastika Bartholomaea Anglica.
Muškát patří k nejstarším a nejrozmanitějším rodinám vinných odrůd. V současnosti jich existuje více než dvě stě. Jejich původ leží pravděpodobně v Malé Asii. Féničtí a řečtí kolonisté rozšířili muškát po celém východním Středomoří. Později Římané považovali řecké passum za zvláště kvalitní víno. Do střední a severní Evropy se muškátové víno dostalo díky rozvoji dálkového obchodu ve 12. století. Roli prostředníka mezi Orientem a Západem přitom hrály Benátky, které ovládaly několik ostrovů ve východním Středomoří, kde se pěstovalo muškátové víno. Muškát se v pramenech také často nazývá „řecké víno“ nebo „kyperské víno“. Jižní vína se v Evropě rozšířila nejen díky dálkovému obchodu, ale také díky poutím a křížovým výpravám. Císař Fridrich Barbarossa si toto víno oblíbil, je také zmíněno v Písni o Nibelunzích. Bílé muškátové víno je charakteristické svou jemně ovocnou kyselinkou a typickým intenzivním, ale nevtíravým buketem.

## Příklady odrůd
- Muškát žlutý
- Muškát moravský
- Muškát Ottonel